# لي ماركوس
لي ماركوس (بالإنجليزية: Lee Marcus)‏ هو منتج أفلام أمريكي، ولد في 7 ديسمبر 1893 في بوفالو في الولايات المتحدة، وتوفي في 30 يناير 1969 في مقاطعة لوس أنجلوس في الولايات المتحدة.

## وصلات خارجية
- لي ماركوس على موقع IMDb (الإنجليزية)
- لي ماركوس على موقع قاعدة بيانات الفيلم (الإنجليزية)